# Trichopetalum appropinquo
Trichopetalum appropinquo är en mångfotingart som först beskrevs av Ottis Robert Causey 1969.  Trichopetalum appropinquo ingår i släktet Trichopetalum och familjen Trichopetalidae. Inga underarter finns listade i Catalogue of Life.